# Хелянь Чан
Хелянь Чан (кит. трад.: 赫連昌; піньїнь: Helian Chang; помер 434) — другий імператор Ся періоду Шістнадцяти держав, великий шаньюй хунну.

## Життєпис
Був сином і спадкоємцем засновника держави Хелянь Бобо. Після сходження на престол спробував розширити свої володіння, втім дуже скоро його держава почала занепадати, передусім через постійні напади з боку Північної Вей. 427 року остання захопила столицю Ся, місто Тунвань (сучасний Юйлінь (Шеньсі)), а 428 року в полон потрапив сам імператор. Імператор Тай У-ді не стратив його, натомість він віддав за нього свою сестру й надав високий титул. Однак 434 року, коли був взятий у полон і страчений його брат і наступник Хелянь Дін, а держава Ся припинила своє існування, Хелянь Чан спробував утекти, й був убитий.

## Девіз правління
- Ченгуан (承光) 425-428